# Leptotarsus fuscitarsis
Leptotarsus fuscitarsis är en tvåvingeart som först beskrevs av Alexander 1919.  Leptotarsus fuscitarsis ingår i släktet Leptotarsus och familjen storharkrankar.
Artens utbredningsområde är Colombia. Inga underarter finns listade i Catalogue of Life.